# Atemptat de Turku de 2017
L'atemptat de Turku de 2017 va ser una acció terrorista a la ciutat finlandesa de Turku, iniciada el 18 d'agost al voltant de les 16:00 hora local (UTC + 2), quan diverses persones van ser apunyalades a la Plaça del Mercat de Turku a la ciutat homònima. L'alarma es va aixecar per primera vegada a les 16:02 i abans de les 16:05 el sospitós ja havia estat detingut. L'atac va deixar dos morts, tots dos finlandesos, i nou ferits incloent a l'atacant, tots també natius excepte un italià i dos suecs.

## Atac
L'atac es va iniciar a la Plaça del Mercat de Turku quan un jove desconegut va saltar —amb un ganivet en mà— cap al coll d'un transeünt, un altre transeünt va intentar ajudar a l'atacat sent igualment acoltellat com a resposta per part del desconegut, ambdues persones van acabar greument ferides abans de la immediata arribada de la policia, davant la qual l'atacant va fugir per un carrer adjacent atacant de pas a altres vianants. Una patrulla policial li va donar l'alt i va aconseguir capturar-ho després de veure's forçats a disparar-li en la cuixa per la seva negativa a l'arrest i degut a la seva actitud agressiva.

### Atacant
L'atacant va ser reconegut com un llop solitari de 18 anys originari del Marroc.

## Víctimes
Dels atacats, un va morir a la mateixa plaça i l'altre camí a l'hospital, altres set persones van resultar ferides, inclòs l'atacant.

## Conseqüències
Els llocs públics i voltants de la plaça van romandre tancats per unes hores. La seguretat va augmentar en els aeroports i metres d'altres ciutats de Finlàndia.
L'atac va rebre bastant cobertura al costat d'altres successos similars ocorreguts en diferents ciutats europees com Wuppertal (Alemanya) i Surgut (Rússia), a més l'atemptat va ser realitzat l'endemà de l'atemptat de Catalunya.